# 坂上尊忠
坂上 尊忠（さかのうえ たかただ、生年不詳 - 慶長20年5月6日〈1615年6月2日〉）は、戦国時代から江戸時代初期にかけての武士。通称は甚太郎、清兵衛尉、丹波守。大和国北田原城主。

## 略歴
坂上氏は尊忠の父・肥後守の代からの北田原城主という。現在の奈良県生駒市北田原町にあった北田原城は、大和国と河内国の国境に位置していた。北田原城は田原城（大阪府四條畷市）や津田城（枚方市）と同様、飯盛山城（四條畷市・大東市）の外郭の1つだった可能性が指摘されており、坂上氏も三好長慶ら河内の勢力の傘下にあった可能性があるとされる。永禄10年（1567年）には『多聞院日記』に「田原之坂上」の名が現れ、三好三人衆方から松永久秀方に寝返り生駒谷で挙兵している。
「鷹山氏系図」によると、尊忠は田原の東隣に位置する鷹山荘（生駒市高山町）の鷹山城主・鷹山弘頼の娘（母は大和国狭川城主・上野の娘）を妻として、娘を儲けた。娘は、鷹山氏と血縁関係にある窪庄藤宗の二男・鷹山頼一に嫁ぎ、天正7年（1579年）と8年（1580年）に弘頼の男子の頼貞・頼盛が相次ぎ戦死したことから、頼一が鷹山氏の家督を継いだ。頼一は天正13年（1585年）の筒井定次の転封に従って伊賀へと移ったが、慶長7年（1602年）に子の頼茂が鷹山で誕生している。
天正13年（1585年）、尊忠は北田原城を離れて牢人となり、慶長19年（1614年）に始まる大坂の役に豊臣方として参戦した。大坂城に籠城する尊忠は、当時12、3歳の孫の頼茂を呼んで御馬揃えに参加させ、豊臣秀頼にまみえさせたという。
尊忠は秀頼の乳兄弟である結城権佐の先陣を引き受け、慶長20年（1615年）5月5日、道明寺口にて胴を鉄砲で撃たれ、翌6日の朝、大坂城内で死去した。法名は月山宗清。また、5月6日には娘婿である頼一の兄の窪庄宗重や小夫氏、狭川氏、和田氏も道明寺口で討死したという。

## 尊忠の死後
大坂落城の際、尊忠の遺言により尊忠の妻は孫の頼茂や家人5、60人を連れて鷹山を目指したが、尊忠の妻はその途中で毛利秀元に捕らえられた。尊忠の妻は秀元に厚く労わられ、秀元の娘が稲葉美濃守に嫁ぐのに際して於中（おなか）と号し、その介添に付けられた。その後病気となって暇を乞い、寛永14年（1637年）8月6日、武蔵国川越城主の松平信縄の家臣で、自身の従弟である和田理兵衛清元の家で死去した。法名、月窓永秋尼。
一方、大坂城を出た後、祖母と離れ一人になった頼茂は、乱妨を受けて山城国加茂に連れ去られるも無事鷹山に戻ってくる。その後、美作国の森忠広や丹後国宮津の京極高広に仕えた後、南都に移住した。頼茂の子（尊忠の曾孫）に、東大寺大仏殿の再興に尽力した公慶がいる。